# Protracheoniscus tashkentensis
Protracheoniscus tashkentensis är en kräftdjursart som beskrevs av Karl Wilhelm Verhoeff1930. Protracheoniscus tashkentensis ingår i släktet Protracheoniscus och familjen Trachelipodidae. Inga underarter finns listade i Catalogue of Life.